# 錫達維爾 (紐約州)
錫達維爾（英語：Cedarville）是位於美國紐約州赫基默縣的非建制地區。

## 歷史
錫達維爾的郵局於1826年設立，其後於1933年停運。

## 地理
錫達維爾所處的海拔為高於海平面371米（即1217英呎），而該地所採用的時區為UTC-5，即北美东部时区（EST）。同時該地設有夏令時間，為UTC-5調快一小時，即UTC-4（EDT）。